# Reichssender Königsberg
Der Reichssender Königsberg war der aus der Ostmarken Rundfunk AG (ORAG) hervorgegangene Regionalsender der Reichs-Rundfunk-Gesellschaft (RRG) für Ostpreußen sowie eine Relaisstation in Königsberg.

## Geschichte
Ursprünglich als „Ostmarken Rundfunk AG“ mit einem 50-Prozent-Anteil der Reichspost am 2. Januar 1924 in einer Baracke am Messegelände gegründet, errichtete sie die erste Sendestation auf den Pregelwiesen vor dem Sackheimer Tor. Der Sender mit einer Sendeleistung von 0,5 Kilowatt hatte bereits eine 45 Meter hohe Antenne. Der offizielle Sendebetrieb begann am 14. Juni 1924. 1927 wurde die neue Sendeanlage Königsberg-Amalienau in Betrieb genommen, die auch nach der Fertigstellung des Sender Heilsberg bis 1945 in Betrieb blieb. Aus wirtschaftlichen Gründen wurde der Sender auf Betreiben der Stadt Königsberg 1929 von der Messegesellschaft übernommen. Damit war der Sender Königsberg die einzige deutsche Sendeanstalt in städtischem Besitz. Sie besaß 1931 bereits einen eigenen Klangkörper mit 59 Orchestermitgliedern. 1932 verstaatlichte die RRG auch den Sender Königsberg. Als Pausenzeichen sendete er ab 1930 das Masurenlied. 
Gegenüber dem Land- und Amtsgericht (Hansaring 14–16, heute Prospekt Mira 2) entstand in den Jahren 1932/33 nach Plänen des Architekten Hanns Hopp das „Neue Funkhaus“ am Hansaring 21/25 (heute Prospekt Mira 1) mit insgesamt sieben Senderäumen. Das Gebäude hat den Krieg überstanden und ist heute noch in einem sehr guten Zustand.
Im Januar 1933 wurde rückwirkend zum 1. Januar die Ostmarken Rundfunk AG in eine GmbH umgewandelt. Intendant der Ostmarken Rundfunk GmbH war ab Mai 1933 Siegfried Haenicke.
Kurz nach der Machtergreifung der NSDAP kamen die regionalen Gesellschaften als Filialen der Reichs-Rundfunk-Gesellschaft unter die Kontrolle des Propagandaministers Joseph Goebbels. Ab dem 1. April 1934 waren die bisherigen Namen nach dem Schema: Reichssender (Sitz) vereinheitlicht und aus der Ostmarken Rundfunk GmbH wurde der Reichssender Königsberg. Goebbels ersetzte Haenicke infolge von Differenzen im Juni 1935 durch Alfred Lau. Die letzte Sendung strahlte der Sender am 7. April 1945 aus.

## Programm
Bekannt wurde der Sender durch das Orchester am Reichssender Königsberg, das von Hermann Scherchen aufgebaut wurde, und durch Werke zeitgenössischer Komponisten wie Otto Besch (Kurische Suite, Ostpreußische Tänze) und Herbert Brust (Bernsteinkantate, Oratorium der Heimat), aber auch mit Konzert- und Musikprogrammen von Erich Börschel, der das Tanz- und Unterhaltungsorchester leitete und zusammen mit dem Dirigenten des Rundfunkorchesters Eugen Wilken das Spatzenkonzert in ganz Deutschland bekannt machte. Der letzte Tonmeister am Reichssender Königsberg war der Komponist Fritz Ihlau.

### Auslandssendungen
„Radio Königsberg“ war ein von 1940 bis kurz vor Kriegsende ausgestrahltes Propaganda-Programm des Reichssenders Königsberg. Die Redaktion befand sich zunächst in Berlin. Von dort zog sie aufgrund der Luftangriffe der Alliierten auf Berlin nach Königsberg und, als gegen Kriegsende die Rote Armee auf Königsberg vorrückte, nach Oslo.

## Weitere Persönlichkeiten
- Leo Borchard (Dirigent)
- Heinz Erhardt (Musiker, Entertainer)
- Ruth Geede (Journalistin)
- Anna-Lisa Gerloff
- Thorolf Hillblad
- Waldemar Kuckuck
- Gösta Richter
- Elin Svensson
- S. O. Wagner (Autor, Regisseur, Sprecher)
- Frieda Jung (Lesungen aus ihren Gedichten)

## Bildgalerie

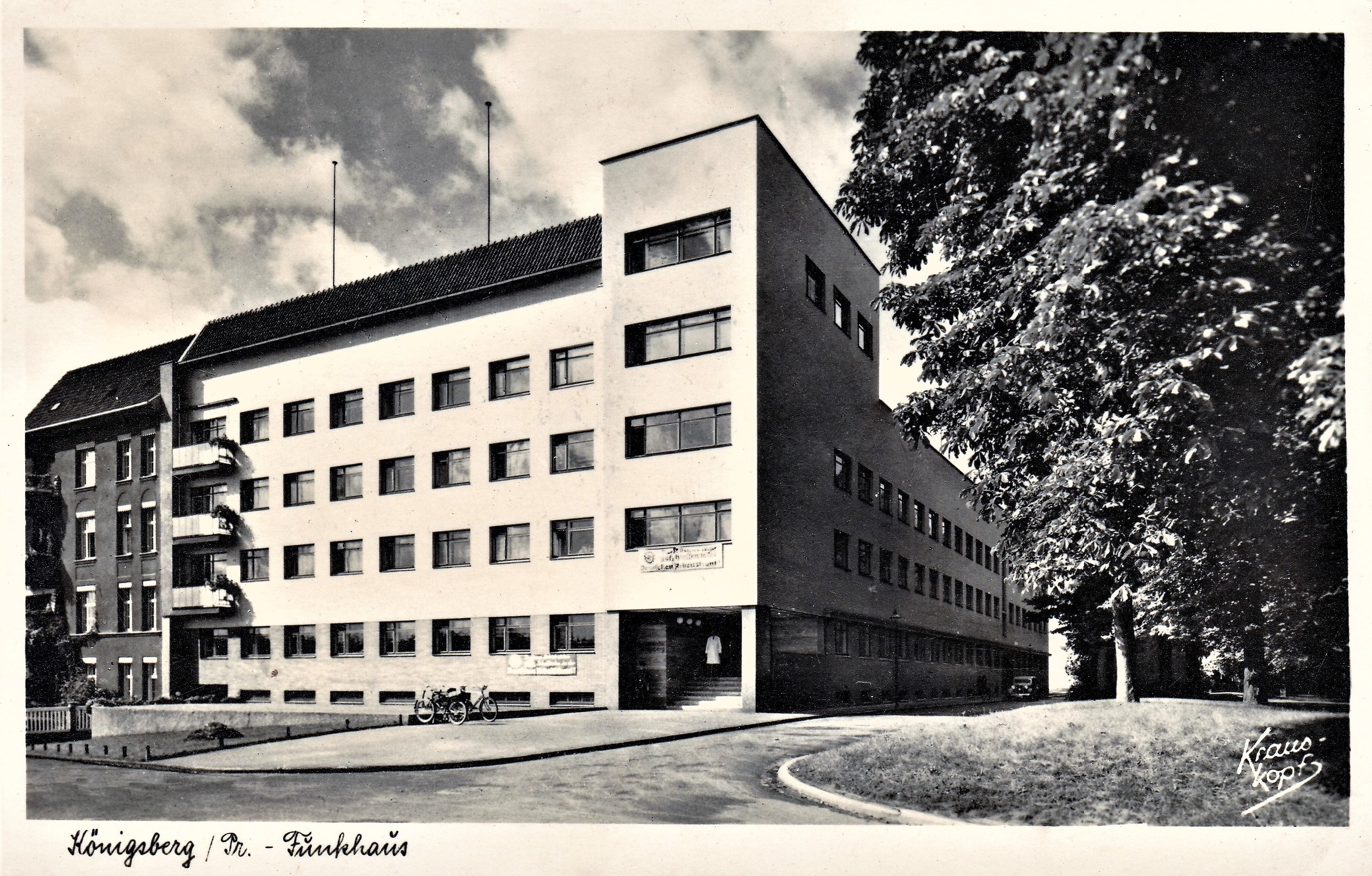
Das Funkhaus des Reichssenders Königsberg vor 1945
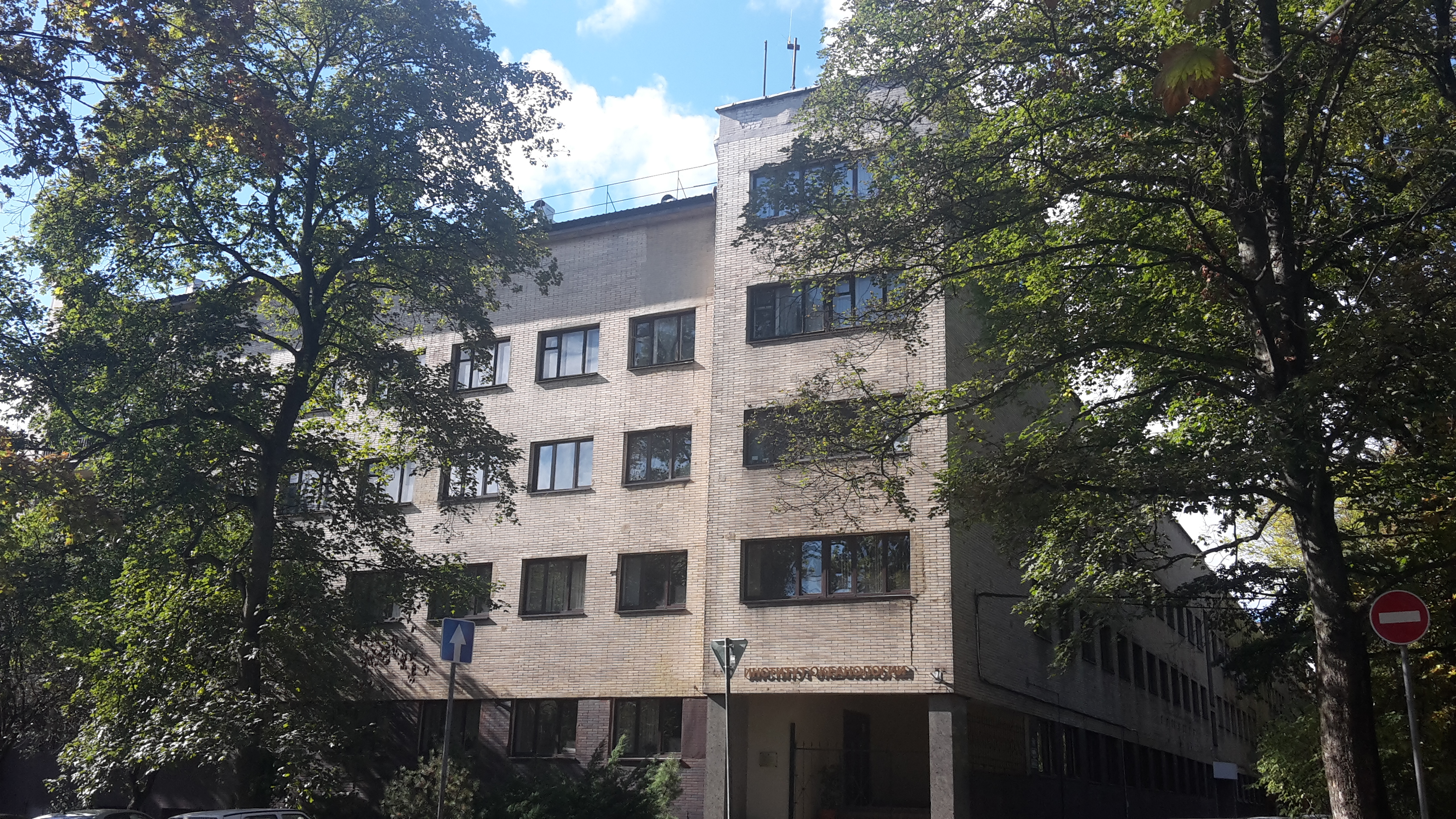
Das Funkhaus des Reichssenders Königsberg im heutigen Kaliningrad
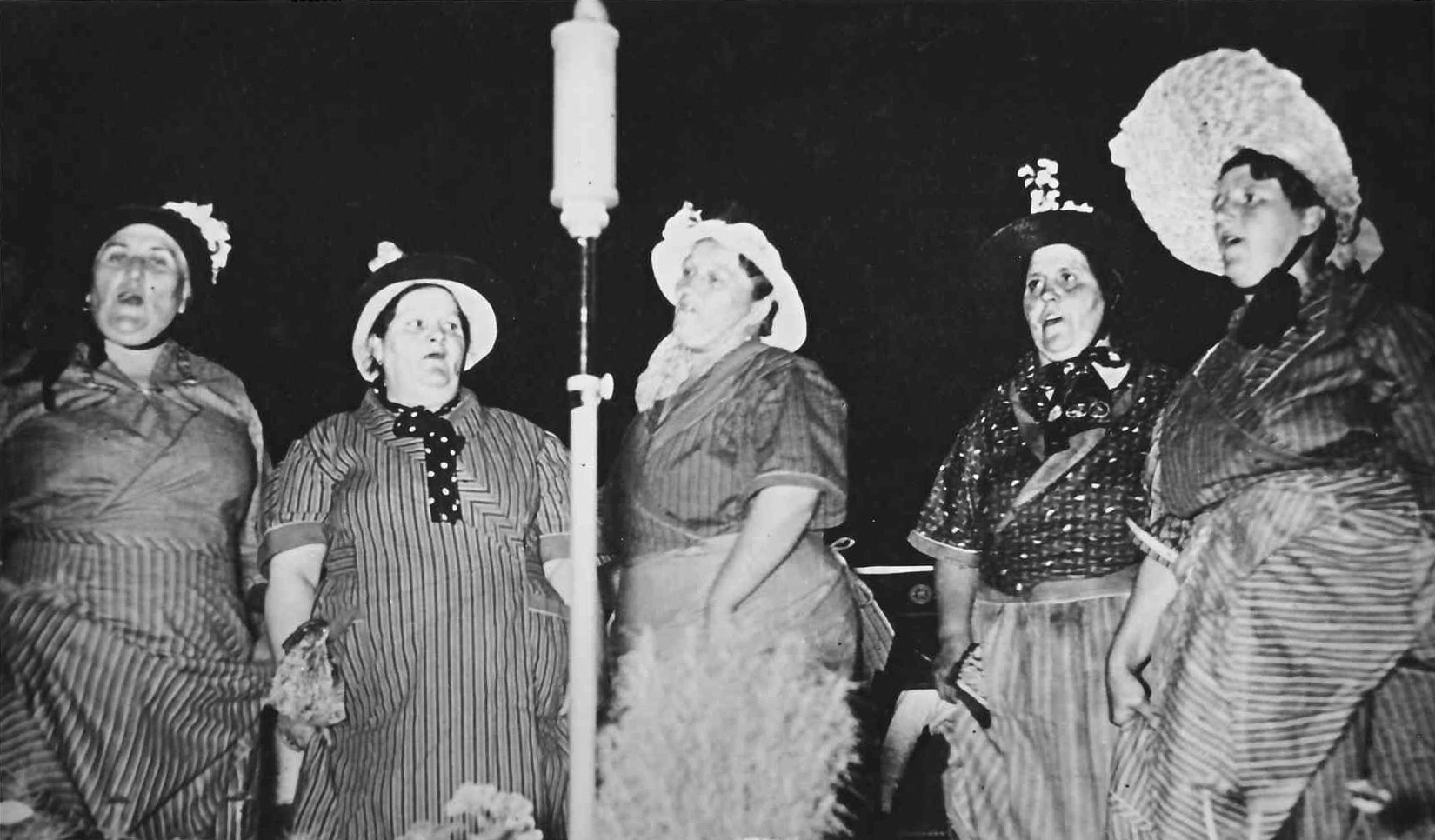
Folklore am Reichssender Königsberg
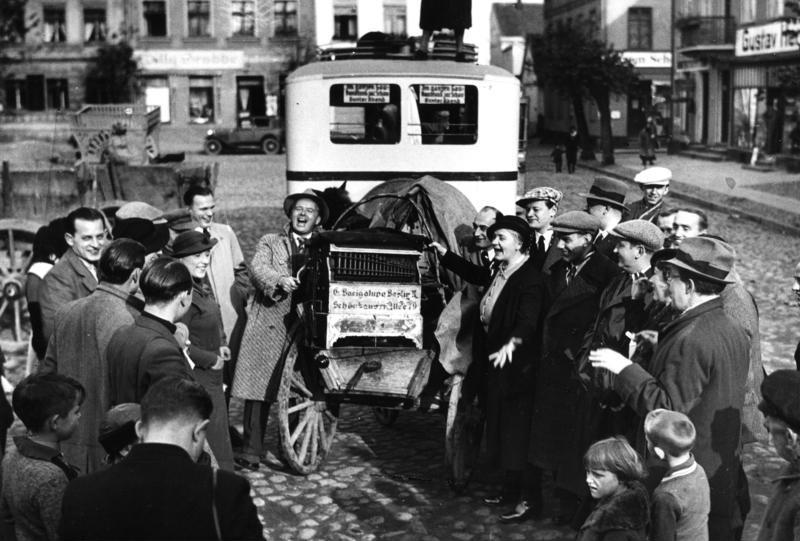
Übertragungswagen des Reichssenders Königsberg
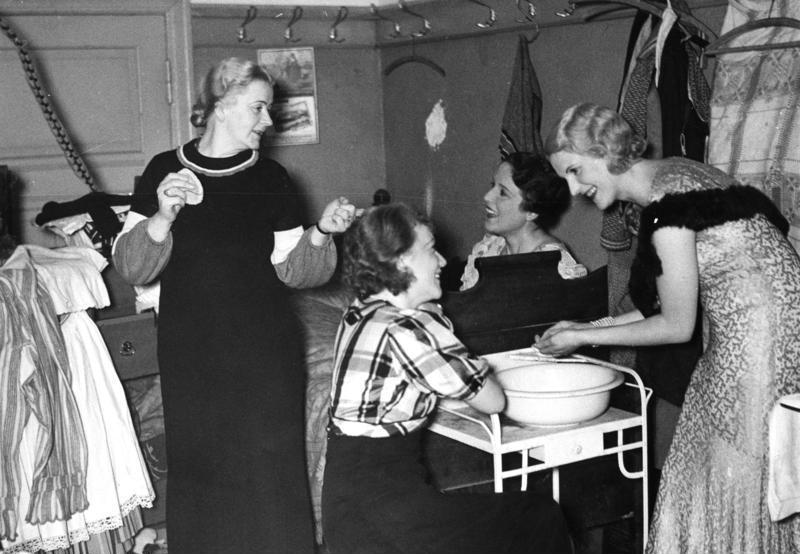
Rundreise des Senders Königsberg